# Vanesa Freixa i Riba
Vanesa Freixa i Riba (Rialp, 1977) és una il·lustradora catalana i activista a favor de la sobirania alimentària. Va ser cofundadora de l'associació Obrador Xisqueta i directora de l'Escola de Pastors de Catalunya entre el 2009 i el 2016. També ha codirigit el documental El no a l'os (2021) sobre la reintroducció de l'os al Pirineu i el conflicte entre la cosmovisió urbana i rural.

## Obra publicada
- La Coloma, el Jan-roy i el misteri de Boumort (Profit Editorial, 2020)[3]
- Llavors (Batiscafo Editorial, 2021)[4]
- Ruralisme. La lluita per una vida millor (Ara Llibres, 2023)[5]